# Richard Ratsimandrava
Richard Ratsimandrava (* 21. März 1931 in Antananarivo; † 11. Februar 1975 ebenda) war im Februar 1975 Präsident von Madagaskar.

## Leben
Er absolvierte die französische Militärakademie Saint-Cyr und diente in verschiedenen Staaten Afrikas, bevor er ins 1960 unabhängig gewordene Madagaskar zurückkehrte. Er trat dort der Gendarmerie bei und erreichte 1968 den Rang des Colonel. 1972 wurde das neokolonialistische Regime des Präsidenten Philibert Tsiranana durch landesweite zivile Unruhen gestürzt und durch eine von General Gabriel Ramanantsoa geführte militärische und technokratische Regierung ersetzt.

### Politik
Ratsimandrava wurde dabei Innenminister und erfreute sich durch volksnahe und nationalorientierte Politik zunehmender Beliebtheit, insbesondere bei der ländlichen Bevölkerung. Am 5. Februar 1975 erklärte General Ramanantsoa seine Regierung als gescheitert, vermutlich wegen anhaltenden Machtkämpfen zwischen aufstrebenden jungen Offizieren und/oder Politikern unterschiedlicher Herkunft. Als Nachfolger designierte er Ratsimandrava, der die Nominierung mit dem berühmten Satz "Tsy hiamboho adidy aho, mon Général." (Ich werde der Pflicht nicht den Rücken kehren, mein General.) entgegennahm. Bereits sechs Tage später, am Abend des 11. Februar 1975, wurde er erschossen. Der Mord wurde den Anhängern des alten neokolonialistischen Regime zugeschrieben. Dies brachte das Land an den Rand eines Bürgerkriegs, der lediglich durch die Errichtung einer durch General Gilles Andriamahazo geführten militärischen Übergangsregierung und das sehr lebendige Zusammengehörigkeitsgefühl der Malagasy verhindert werden konnte. In dem folgenden monatelang andauernden Gerichtsprozess konnte nicht eindeutig geklärt werden, ob und von wem der Mord in Auftrag gegeben wurde.
Der Name Ratsimandrava bleibt in der Geschichte Madagaskars in erster Linie mit dem Begriff und der Philosophie FOKONOLONA (etwa „Gemeinschaft von Menschen“) verbunden, jene traditionelle Basis der madagassischen Gesellschaft, die er als kleinste Verwaltungseinheit ins Leben rief.